# Iron Man (Marvel)
Iron Man is een fictieve superheld uit de comics van Marvel Comics. Hij werd bedacht door Stan Lee, Larry Lieber, Don Heck en Jack Kirby en verscheen voor het eerst in Tales of Suspense #39 (Maart 1963).
De acteur die Iron Man vertolkte in het Marvel Cinematic Universe is Robert Downey jr.

## Publicatiegeschiedenis
Iron Man werd bedacht in samenwerking tussen verschillende schrijvers en tekenaars. Stan Lee bedacht de verhalen, Larry Lieber werkte ze uit, Don Heck deed vooral in de eerste Iron Man-strips veel van het tekenwerk en gaf de bekendste personages, waaronder Tony Stark zelf, hun uiterlijk, en Jack Kirby ontwierp steeds de cover van een strip. Bovendien bedacht hij Iron Mans oorspronkelijke harnas.
Iron Man deed zijn intrede in strips van meestal 13, maar soms ook 18 pagina’s lang. Net als de andere strips in Tales of Suspense draaiden zijn strips vaak om sciencefiction en bovennatuurlijke thema’s. In nummer 40 werd Iron Man´s oorspronkelijke grijze harnas vervangen door een gouden pantser, en in nummer 48 droeg hij voor het eerst zijn beroemde rood-gouden pak. Vanaf nummer 59 (November 1964) begon Iron Man zijn plaats in Tales of Suspense te delen met Captain America. In maart 1968 werd na 99 nummers de strip "Tales of Suspense" geheel omgedoopt tot Captain America. Iron Man kwam hier nog eenmaal in voor. In mei 1968 kreeg Iron Man zijn eigen stripserie beginnend met Iron Man nummer 1.
Iron Man was oorspronkelijk bedoeld als een anticommunistische held. In de verschillende stripseries waar Iron Man centraal in stond waren technologische vooruitgang en nationale veiligheid steeds terugkerende thema’s. Geleidelijk veranderde dit waardoor Stark in een meer complex personage veranderde.
Schrijvers gebruiken Iron Man vaak als een symbool van de menselijke creativiteit, maar ook van menselijke zwakheden. Hij wordt vaak samen met Captain America en Thor afgebeeld als de "Grote Drie" van de Avengers (Vergelders).
Gedurende het grootste deel van zijn carrière is Iron Man lid geweest van de superheldengroep The Avengers.

## Biografie in de strips
Anthony Edward “Tony” Stark is de zoon van de industriemagnaat Howard Stark en Maria Carbonell. Al op jonge leeftijd bleek hij een aanleg te hebben voor mechanica. Op zijn vijftiende werd hij al toegelaten in een universitair elektrotechniek programma op het “Massachusetts Institute of Technology”. Toen hij 21 was erfde hij, na de dood van zijn ouders bij een auto-ongeluk, zijn vaders bedrijf Stark Industries, en veranderde het binnen een paar jaar in een miljoenenbedrijf dat vooral wapens en munitie leverde aan de Amerikaanse overheid.
Stark werd naar Vietnam gestuurd om toe te zien op een veldtest van een wapen ontworpen door zijn bedrijf. Hij stapte hierbij echter op een boobytrap waarbij een granaatscherf zich in zijn borst boorde. De gewonde Tony Stark werd vervolgens gevangen door de Communistische leider Wong-Chu die hem informeerde dat de scherf in zijn borst binnen een week zijn hart zou doorboren en hem zou doden. Hij bood Stark de kans om een operatie te ondergaan die zijn leven zou kunnen redden, op voorwaarde dat hij voor de communisten een nieuw wapen zou bouwen. Stark ging akkoord in de hoop zo tijd te winnen. 
Stark kreeg een Arcreactor in zijn borst geplaatst op de plaats waar de granaatscherven binnen waren gedrongen. Die moest ervoor zorgen dat ze niet verder kwamen tot aan zijn hart. Toen hij vrij kwam veranderde hij de structuur tot een nieuwere reactor.
Stark kreeg een klein laboratorium tot zijn beschikking, samen met een andere gevangene; professor Ho Yinsen, een geniaal elektrotechnicus die ook door de communisten gevangen was genomen. Met zijn hulp ontwierp Stark een gepantserd pak voorzien van verschillende wapens. Het pak bevatte ook een elektromagnetische generator die de granaatscherf "vast zou houden" in een krachtveld, zodat Stark´s hart veilig zou zijn. Terwijl Stark het harnas oplaadde leidde Yinsen de communisten af, wat hem zijn leven kostte. Nadat het pak volledig was opgeladen gebruikte Stark het om te ontsnappen aan Wong Chu en Yinsen te wreken, door alle aanwezige communistische soldaten te verslaan.
Eenmaal terug in Amerika paste Stark de gepantserde borstplaat wat aan zodat hij deze onder zijn kleding kon dragen en niet voortdurend zijn hele harnas hoefde te dragen. Aangezien hij nu niet langer zonder de pacemaker kon besloot Stark de rest van het pak ook te blijven gebruiken. Hij nam de naam Iron Man aan en werd een superheld. Hij hield wel de oorsprong van het pak en het feit dat hij niet zonder het harnas kon leven geheim. Om zijn eigen identiteit te beschermen liet Stark het gerucht rondgaan dat Iron Man een door hem betaalde bodyguard was die in ruil voor geld het pantser gebruikte voor heldendaden.
In het begin gebruikte Stark Iron Mans identiteit puur om spionnen en criminelen die Stark Industries aanvielen te bevechten. Later begon hij zich te richten op elke persoon of organisatie die de wereld bedreigden. Iron Man was tevens een van de oprichters van de superheldengroep The Avengers. Hij gaf zelfs zijn villa in Manhattan aan de Avengers als hoofdkwartier.
In de loop der jaren verbeterde Stark het Iron Man-pantser steeds meer. Zijn natuurlijke aanleg voor mechanica hielp hem om zijn pak steeds verder aan te passen. Uiteindelijk onderging Stark ook een hart transplantatie zodat hij niet langer afhankelijk was van het pak om in leven te blijven. Daarnaast besloot hij niet langer wapens te leveren en richtte zijn bedrijf op andere soorten technologie.

## Krachten en vaardigheden

### Harnas
Iron Man heeft van nature geen superkrachten, hij ontleent al zijn krachten aan zijn pantser. Het originele harnas dat Stark ontwierp als gevangene van de communisten was grijs, erg groot en log van formaat. Al snel ontwierp hij een beter passend harnas, en verbeteringen zijn een vóórtdurend proces. Het pantser (uitzonderingen daargelaten) bestaat uit miljoenen minuscule eenheden die door enorm sterke magnetische velden als een geheel functioneren; elke eenheid op zich levert energie, kracht, computervermogen etc. Ze ontlenen hun structurele sterkte aan een legering van goud en titanium. De energie van het harnas is afkomstig van zonne-energie, elektrische batterijen en een geïntegreerde generator die kosmische straling absorbeert (Eigenlijk remt de generator passerende deeltjes alleen een heel klein beetje af) als voeding.
Omdat Stark zijn pantser steeds verder verbetert en aanpast verschillen zijn krachten van tijd tot tijd. Het pak geeft Stark bovenmenselijke kracht en liftvermogen (tegenwoordig kan hij ongeveer honderd ton tillen), en stelt hem in staat te vliegen (met een maximumsnelheid van ongeveer negen maal die van het geluid). Het pantser kan andere vormen van energie zoals hitte omzetten in elektriciteit en zelfs elektrische energie direct absorberen om de batterijen op te laden. Het pantser kan geheel luchtdicht worden afgesloten voor missies onder water of in het luchtledige.
Alle systemen van het pantser worden cybernetisch door Tony Stark bestuurd via de speciale helm - het neuro-netwerk neemt zijn hersenimpulsen waar en reageert op zijn gedachten. Via sensoren aan binnen en buitenkant krijgt Tony constant informatie over de status van het harnas. De wapens van het pantser zijn in de loop der tijd veranderd, maar standaard bevat het pantser altijd energiestralen (repulsors) die Iron Man vanuit zijn handschoenen afvuurt, en een "monobeam", een breed-spectrum-laser op zijn borst. Ook een elektromagnetische puls generator, een energieschild, manipulatie van magnetische velden en geluidsgolven zijn bekende wapens van Iron Man.
Enige tijd geleden onderging Tony Stark het z.g. Extremis-proces, een ingrijpende biologische verandering die hem in staat stelde letterlijk één te worden met zijn harnas, maar ook om direct contact te maken met vrijwel ieder soort technologie. Deze functies werden onherstelbaar verstoord door een door de buitenaardse Skrulls gemaakt computervirus, maar de biologische veranderingen - een efficiënter bloedsomloop, extreem versterkte immuunreactie, versnelde genezing en verbeterde hersenfuncties -zijn voor zover bekend nog steeds aanwezig.
Naast zijn basis-harnas heeft Stark ook vele speciale modellen ontworpen voor onder anderen reizen door de ruimte, diepzeeduiken en stealth. Hij ontwierp ook ooit een pak genaamd de “Hulkbuster” dat speciaal gemaakt was om tegen de hulk te vechten.

### Vaardigheden
Stark is van nature een genie op het gebied van mechanica en technologie. Dit komt hem vaak van pas in lastige situaties waar hij zijn pantser of andere hulpmiddelen vaak op een onorthodoxe, maar effectieve manier gebruikt om te ontsnappen. Verder is Stark een gerespecteerd zakenman en eigenaar van een miljoenenbedrijf.
Toen Stark een tijdje niet in staat was zijn pantser te gebruiken onderging hij gevechtstraining van Captain America, iets wat hij nog vaak toepast. Verder heeft Stark een enorme wilskracht en zal niet snel opgeven.

## In andere media

### Ultimate Iron Man
De Ultimate Marvel versie van Iron Man verscheen voor het eerst in een team-up strip geschreven door Brian Michael Bendis. Net als zijn tegenhanger uit de originele strips is de Ultimate Tony Stark een rijke zakenman en uitvinder die het Iron Man pak creëerde. Ook lijdt hij aan een levensbedreigende ziekte, in dit geval een hersentumor die niet operatief verwijderd kan worden en hem ergens tussen de komende zes maanden en vijf jaar fataal zal worden. De kennis dat hij niet lang meer te leven heeft zette Tony ertoe aan een superheld te worden.
De Ultimate Tony Stark is een van de slimste personages in het Ultimate Marvel universum. In tegenstelling tot de originele strips is het feit dat Tony Stark Iron Man is in de Ultimate strips publiekelijk bekend.

### Marvel Cinematic Universe
Sinds 2008 verscheen het personage in het Marvel Cinematic Universe en wordt vertolkt door Robert Downey jr.. Tony Stark is een beroemde wapenmaker en heeft zijn eigen bedrijf, Stark Industries, dat hij runt met Obadiah Stane en zijn assistent Pepper Potts. Hij gaat naar Afghanistan om daar zijn nieuwe wapens te testen, zoals de Jericho Missile. Hij wordt echter aangevallen en ontvoerd door de terroristische groep Tien Ringen, wiens leider wil dat hij een nieuwe versie van het wapen voor hen bouwt. Tony raakt bij de aanval gewond; er belanden granaatscherven in zijn borstkas. Vanaf dat moment moet hij continue een magneet in zijn lichaam dragen, anders zullen de scherven zijn hart doorboren. Deze magneet drijft hij aan met een boogreactor; een door hemzelf uitgevonden energiebron. Als gevangene van de Ten Rings doet Tony net alsof hij een nieuwe raket voor hen maakt, maar hij maakt een pak om te ontsnappen: de Mark 1. Hij ontsnapt met hulp van Yinsen, die bij de ontsnapping omkomt.
Als hij thuis is maakt hij bekend dat hij stopt met het maken van wapens en sluit de wapen-tak van Stark Industries. Wel gaat hij door met het maken van een nieuw pak, de Mark 2. Obadiah Stane, die samen met Tony de wapens maakte, verkoopt echter nog wel wapens aan terroristen. Hij bouwt ook een nieuw pak voor zijn vriend Luitenant-kolonel James Rhodes, die later War Machine zal worden.
Tony verbetert Mark 2 en vliegt met het nieuwe pak Mark 3 naar Afghanistan om daar mensen te redden, en verslaat de groep Tien Ringen. Daarna vindt zijn hulpje Pepper Potts uit dat Obadiah Stane de Tien Ringen had ingehuurd om Tony te vermoorden, ook vindt ze uit dat hij het oude pak (Mark 1) van Tony gebruikt om Iron Monger te worden.Na een lang gevecht verslaat Tony, die wederom zijn Mark 3 pak gebruikt, Obadiah Stane. Later maakt hij op een persconferentie bekend dat hij de Iron Man is.  Uiteindelijk biedt Nick Fury Iron Man lidmaatschap voor The Avengers aan. Tony vertelt later in Colombia aan een bar aan Generaal Thunderbolt Ross dat ze een team aan het maken zijn, waar de Hulk lid van moet worden. Dit team is de Avengers, die in de film The Avengers hun opwachting maken.
In Iron Man 2 leert Tony meer over het verleden van zijn vader, en krijgt hij te maken met een nieuwe vijand; Ivan Vanko. Tevens ontdekt Tony dat het palladium dat hij nodig heeft om zijn boogreactor aan te drijven hem langzaam vergiftigt. Dankzij een videodagboek dat zijn vader hem heeft nagelaten ontdekt Tony het geheim van een nieuw element dat als vervanger van palladium kan dienen. Met dit nieuwe element en een nieuw pak verslaat Tony Vanko uiteindelijk. Ook heeft hij gevechtstraining gehad van zijn bodyguard, Happy Hogan en later Phil Coulson. Wanneer Loki naar de aarde komt en de Tesseract steelt van S.H.I.E.L.D., wordt het Avengers-programma opgestart. Tony helpt eerst Captain America om Loki te vangen in Duitsland, en vecht met de Avengers mee tegen de Chitauri in New York. Bij dit gevecht komt Tony bijna om het leven, wat hem een posttraumatisch stressysndroom oplevert. Hij trekt zich steeds meer terug van de buitenwereld, en begint in snel tempo meer pakken te bouwen uit angst dat hij een volgende dreiging niet alleen de baas kan. Hij moet weer als Iron Man in actie komen wanneer Aldrich Killian de wereld bedreigt. Nadat Aldrich Killian  en de Ten Rings voorgoed verslagen zijn, verwoest Tony zijn harnassen en laat eindelijk de granaatscherven uit zijn borst halen. Hij wil nadien meer tijd doorbrengen met Pepper Potts.
Tony maakt een paar jaar later de robot Ultron om het werk van de Avengers wat te verlichten. Ultron blijkt uiteindelijk gewoon een kwaadaardige robot te zijn en valt de Avengers aan. Ultron gaat samenwerken met de tweeling Quicksilver en Scarlet Witch. Nadat Scarlet Witch de Hulk gek heeft gemaakt, moet Tony gedwongen zijn Hulkbuster harnas inschakelen. Na een lang gevecht wint Tony door de Hulk in een gebouw te gooien. Na een lang gevecht in Sokovia weten de Avengers uiteindelijk Ultron te verslaan. Na het gevecht gaat Tony weer terug naar Pepper. Maar Pepper wil niet meer met Tony, omdat ze vindt dat Tony te veel met de Avengers om gaat. Een jaar later vindt de regering dat de Avengers meer met de regering moet samenwerken. Tony is voor dit plan, door zijn schuldgevoel voor het maken van Ultron, maar Captain America is tegen. Zo raakt er een verdeeldheid onder de Avengers. War Machine, Black Widow, Vision, Black Panther en Spider-Man kiezen de kant van Tony. Van de regering moet Tony en zijn team, team Captain America opsporen. Zodoende ontstaat er een groot gevecht tussen de twee kampen. Captain America weet uiteindelijk samen met Bucky Barnes/Winter Soldier te ontsnappen. De rest van Team Captain America worden gevangen genomen. Door Falcon te ondervragen weet Tony de locatie van Captain America en Winter Soldier. Tony spoort ze op. Daar komt Tony er achter dat de Winter Soldier Tony's ouders heeft vermoord. Een gevecht ontstaat tussen Tony, Captain America en Bucky Barnes. Na een lang gevecht tussen Captain America en Tony is Tony verslagen en hij blijft gewond achter. Later krijgt Tony een pakketje met daarin een telefoon en een brief. De brief is van Captain America, waarin hij vertelt dat Tony de telefoon kan gebruiken wanneer hij zijn hulp nodig heeft.
Na de Civil War werd Iron Man Spider-Man's mentor. Terwijl Parker zonder toestemming alleen op de Vulture jaagt, maakt hij een fout en werd een veerboot in twee gebroken. Spider-Man kon het niet repareren totdat Iron Man hem te hulp kwam. Stark was kwaad en eiste het Spider-Manpak terug (dat hij voor Peter had gemaakt in de Civil War). Nadat Spider-Man de Vulture had tegengehouden van een vliegtuig met verhuisspullen van de Avengers te stelen, kreeg Spider-Man zijn pak terug en bood Stark Parker aan om een lid van de Avengers te worden. Parker weigerde dit. Omdat Stark een zaal vol journalisten had geregeld om het nieuws te verkondigen, moest Stark iets ander verzinnen en trouwde dus met Pepper.
Toen Thanos op jacht was naar de Infinity Stones, kwam Dr. Strange Stark hem te hulp vragen. Nadat Strange hulp kwam vragen, werden de twee aangevallen door Ebony Maw en Cull Obsidian. Parker, die alles zag gebeuren, kwam Stark en Strange helpen. Toen Maw Strange bewusteloos kreeg en meepakte naar een van Thanos' schepen, kwamen Stark en Parker hem helpen. De drie reisden naar Titan om Thanos te bevechten. Eenmaal op Titan, werden Stark, Parker en Strange aangevallen door Star-Lord, Drax en Mantis (leden van de Guardians of the Galaxy), die elkaar als handlangers van Thanos zagen. De zes en Nebula, die later op Titan kwam, bedachten een plan om Thanos zijn Infinity Gauntlet te stelen. Dit plan mislukte echter en het kwam tot een gevecht tussen Stark, Parker, Strange en de Guardians tegen Thanos. Iron Man raakte zwaargewond en Thanos wou hem vermoorden, totdat Strange Stark's leven redde door Thanos de Time Stone te geven. Thanos teleporteerde weg om de laatste Infinity Stone te verzamelen. Nadat Thanos alle infinity stones had, roeide hij de helft van het universum uit. Stark en Nebula bleven als enige over op Titan en worden uiteindelijk door Captain Marvel gered. Hij trouwt met Pepper en krijgen samen een dochter genaamd Morgan Stark. Vijf jaar later gaat hij met de overgebleven Avengers terug in de tijd om zo de infinity stones eerder te bemachtigen dan Thanos en daarmee zijn daden ongedaan te maken. Dit lukt hen, maar Thanos reist van uit het verleden mee waardoor er een grote strijd uitbarst met alle superhelden tegen Thanos. In deze strijd komt Stark om het leven door zichzelf op te offeren om een knip in zijn vingers met de Infinity Stones, net zoals Thanos deed, om de Thanos uit het het verleden en zijn groep uit te roeien.
Iron Man is onder andere in de volgende films en series te zien:
- Iron Man (2008)
- The Incredible Hulk (2008) (post-credit scène)
- Iron Man 2 (2010)
- The Avengers (2012)
- Iron Man 3 (2013)
- Avengers: Age of Ultron (2015)
- Captain America: Civil War (2016)
- Spider-Man: Homecoming (2017)
- Avengers: Infinity War (2018)
- Avengers: Endgame (2019)
- What If...? (2021-2023) (stem ingesproken door Mick Wingert) (Disney+)
- Your Friendly Neighborhood Spider-Man (2025) (stem ingesproken door Mick Wingert) (Disney+)

Stark Industries
Stark Industries is een bedrijf dat wapens bouwt. De vader van Tony Stark, Howard Stark, begon het bedrijf samen met Obadiah Stane. Ze werkten samen aan de atoombom die de Tweede Wereldoorlog beëindigde. Toen Tony 15 was overleed zijn vader, later nam hij het bedrijf over. Nadat Obadiah Stane was verslagen werkten alleen Tony Stark, Pepper Potts en Happy Hogan voor het bedrijf. JARVIS is het systeem dat alles regelt binnen het bedrijf.
Pakken van Stark Industries
- Iron Man
  - Mark I: Gebouwd in Afghanistan. Later omgebouwd door Stane tot de Iron Monger. Gebouwd in de eerste film.
  - Mark II: Zilver pak. Wordt in Iron Man 2 gestolen door James Rhodes en omgebouwd tot War Machine. Gebouwd in de eerste film.
  - Mark III: Rood, gouden verbeterde Mark 2. Dit pak wordt als het originele pak gezien. Gebouwd in de eerste film.
  - Mark IV: Rood, gouden verbeterde Mark 3. Dit pak werd gebouwd nadat Mark 2 zwaar beschadigd werd. Gebouwd in de tweede film.
  - Mark V: Rood, gouden verbeterde Mark 3. Gebouwd in de tweede film.
  - Mark VI: Rood, zilver. Dit pak is opklapbaar tot een koffer en dus draagbaar, maar wel minder geavanceerd dan voorgaande modellen. Gebouwd in de tweede film.
  - Mark VII: Rood, goud, met driehoekige pacemeter. Bevat onder andere lasers, al kunnen die maar 1 keer gebruikt worden. Gebouwd in de tweede film.
  - Mark VIII: Rood, goud. Kan vanaf afstand worden gelanceerd en zoekt dan zelf Tony Stark op aan de hand van een speciale polsband. Bevat een jetpack en verbeterde versies van de wapens van de Mark 6. Gebouwd in The Avengers.
  - Mark IX - XLI: een reeks volautomatische harnassen gemaakt in de derde film. Deze worden bestuurd door JARVIS en kunnen dus ook zonder Tony opereren. Enkele bekende modellen zijn het Igor Armor, de Heartbreaker, het Shotgun Armor en de Striker Armor.
  - Mark XLII: Rood en wit, het meest geavanceerde harnas ooit. Tony kan dit pak mentaal naar zich toeroepen dankzij een paar sensoren in zijn arm. Ook kan hij het van op afstand besturen.
  - Mark XLIII: Rood en goud, verbetering van Mark XLII. Gebouwd in Avengers: Age of Ultron.
  - Mark XLIV: Gemaakt met de hulp van Banner. Wordt gebruikt om de Hulk in bedwang te houden. Komt voor in Avengers: Age of Ultron.
  - Mark XLV: Rood en goud, heeft een zeshoekige uitlijning rond de ronde boogreactor.
  - Mark XLVI: Rood en goud. Gebruikt in Captain America: Civil War.
  - Mark XLVII: Rood en grijs. Kan zoals Mark VIII vanop afstand bestuurd worden. Wordt gebruikt in Spider-Man: Homecoming.
  - Mark XLVIX: Gemaakt met de hulp van Banner. Werd uitsluitend gemaakt om de Hulk tegen te houden, maar werd gebruikt door Banner zelf in de slag om Wakanda, toen hij niet in Hulk kon transformeren. Komt voor in Avengers: Infinity War.
  - Mark L: Rood en goud. Het meest geavanceerde pak tot nu toe. Gebruikt nanotechnologie. Wordt gebruikt in Avengers: Infinity War.
- Spider-Man
  - Spider-Man pak: Werd gemaakt voor Spider-Man tijdens de Civil War en mocht het nadien houden. Het pak bevat onder andere Karen (een kunstmatige intelligent systeem), een verkenningsdrone, een parachute en intrekbare wingsuit-componenten.
  - Iron Spider pak: Werd gemaakt voor Spider-Man om te gebruiken als een Avenger. Dit pak is meer geavanceerder dan het vorige en gebruikt nanotechnologie. Het pak bevat onder andere spinnenpoten, gepantserde webschieters, een parachute en kan vanop afstand bestuurd worden door F.R.I.D.A.Y., op bevel van Iron Man. Het pak werd gemaakt in Spider-Man: Homecoming en werd voor het eerst gebruikt in Avengers: Infinity War.

Wapens van Stark Industries
- Jericho Missile
- Sonic Cannon:  gebruikt door het leger tegen de Hulk
- Captain America's Schild

### Televisie
Iron Man heeft meegespeeld in veel animatieseries gebaseerd op de Marvel strips, waaronder zijn eigen series in 1966 en 1994.
- In 1981 verscheen hij in de serie Spider-Man and His Amazing Friends. Daarnaast had hij gastoptredens in de series The Avengers: United They Stand, The Incredible Hulk en Spider-Man: The Animated Series.
- In 1994 verscheen er een Iron Man animatieserie (met Robert Hays als de stem van Iron Man). Deze serie was onderdeel van het Marvel Action Hour waarin verschillende animatieseries over de Marvel strips werden vertoond. Iron Mans oorsprong in deze serie verschilt van de strips. Zo had Stark in de serie niet een granaatscherf in zijn hart, maar verschillende scheuren in zijn wervelkolom waardoor hij werd bedreigd met verlamming. Ook werd hij in de serie niet gevangen door de communist Wong Chu, maar door de Mandarin, de leider van een groep superschurken.
- In 2009 verscheen een nieuwe Iron Man-animatieserie getiteld Iron Man: Armored Adventures.
- Iron Man is een van de hoofdpersonages in de serie The Super Hero Squad Show.
- Iron Man speelt een rol in de animatieserie The Avengers: Earth's Mightiest Heroes. De Nederlandse stem van Iron Man hierin is Oscar Siegelaar.
- Iron Man speelt een rol in de animatieserie Eternals uit 2014.
- Iron Man speelt een rol in de animatieserie Marvel Disk Wars: The Avengers uit 2015.
- Iron Man speelt een rol in de animatieserie Ultimate Spider-Man, Avengers Assemble, Hulk and the Agents of S.M.A.S.H. en Guardians of the Galaxy.  De Nederlandse stem van Tony Stark hierin is Jim de Groot.
- Iron Man speelt een rol in de animatieserie Spider-Man uit 2017.
- Iron Man speelt een rol in de animatieserie What If...? uit 2021. De Nederlandse stem van Tony Stark werd ingesproken door Jim de Groot.

### Animatiefilms
- De Ultimate Marvel versie van Iron Man verscheen in de animatiefilms Ultimate Avengers en Ultimate Avengers 2.
- In 2007 verscheen de animatiefilm The Invincible Iron Man. Ondanks geruchten is dit weer een andere versie van Iron Man dan de Ultimate en Mainstream-versies.
- Iron Man speelt een rol in de animatieserie Phineas and Ferb: Mission Marvel uit 2013. De Nederlandse stem van Iron Man wordt hierbij ingesproken door Jim de Groot.
- Iron Man speelt in LEGO Marvel Super Heroes: Maximum Overload uit 2013 ook een klein rolletje. De Nederlandse stem van Iron Man wordt hierbij weer ingesproken door Jim de Groot.
- Iron Man speelt in Lego Marvel Super Heroes: Avengers Reassembled uit 2015 ook een klein rolletje. Deze versie van Iron Man is een variant van de Avengers: Age of Ultron versie. Jim de Groot is hierbij ook de Nederlandse stem van Iron Man.
- Iron Man speelt ook een rol in de animatieseries Avengers Assemble, Ultimate Spider-Man, Hulk and the Agents of S.M.A.S.H. en Guardians of the Galaxy waarin de Nederlandse stem van Iron Man wederom wordt ingesproken door Jim de Groot.
- Iron Man heeft een hoofdrol in de animatieserie The Avengers: Earth's Mightiest Heroes waarin de Nederlandse stem wordt ingesproken door Oscar Siegelaar.

### Computerspellen
Iron Man speelt een rol in de volgende computerspellen:
- Marvel Super Heroes: The Video Game (1995)
- Marvel vs. Capcom 2: New Age of Heroes (2000)
- The Punisher: The Video Game (2005)
- Marvel Nemesis: Rie of the Imperfects (2005)
- X-Men Legends 2: Rise of Apocalypse (2005)
- Marvel: Ultimate Alliance (2006)
- Iron Man: The Video Game (2008)
- The Incredible Hulk: The Video Game (2008)
- Marvel: Ultimate Alliance 2 (2009)
- Marvel Super Hero Squad: The Video Game (2009)
- Iron Man 2: The Video Game (2010)
- Pinball FX 2 (2010)
- Marvel Super Hero Squad: The Infinity Gauntlet (2010)
- Marvel vs. Capcom 3: Fate of Two Worlds (2011)
- Marvel Super Hero Squad Online (2011)
- Marvel Super Hero Squad: Comic Combat (2011)
- Ultimate Marvel vs. Capcom 3 (2011)
- Marvel's The Avengers Iron Man Mark VII (2012)
- Avengers Initiative (2012)
- The Avengers: Battle for Earth (2012)
- Iron Man 3 (IOS) (2013)
- Marvel Heroes (2013)
- LEGO Marvel Super Heroes (2013)
- Disney Infinity 2.0: Marvel Super Heroes (2014) (Nederlandse stem ingesproken door Jim de Groot)
- Disney Infinity 3.0 (2015) (Nederlandse stem van Iron Man en Hulkbuster ingesproken door Jim de Groot)
- Marvel vs Capcom Infinite (2017)
- Fortnite battle royale(2020)
- Fortnite battle royale(2024)